# 林天干
林天干（1973年7月—），浙江苍南人，汉族，中国共产党党员。中华人民共和国政治人物、第十三届全国人民代表大会浙江地区代表、浙江省温州市铁路与轨道交通投资集团有限公司副总经理，曾任温州市交通规划设计研究院党支部书记、院长。

## 生平
2018年2月24日，当选为第十三届全国人大代表。2020年11月，辞去全国人大代表职务。